# Per Knös
Per Knös, född 23 juli 1768 på säteriet i Glättestorp, Norra Vånga socken i Skaraborgs län, död 4 december 1832, var en svensk ryttare, korpral, kvartermästare och godsägare.
Knös föddes som son till Per Knös d.ä. Märta Silfverswärd, han var hälftenägare av säteriet i Glättestorp. Blev ryttare vid Premie Majorens kompani vid Västgöta kavalleriregemente. Han antogs 1787. Blev sedan korpral 1788 och kvartermästare. Han tog avsked 1792. Per Knös var hälftenägare av säteriet Glättestorp i Norra Vånga socken.
Han var sonson till Olof Birgersson Knös.